# Meadow Lane

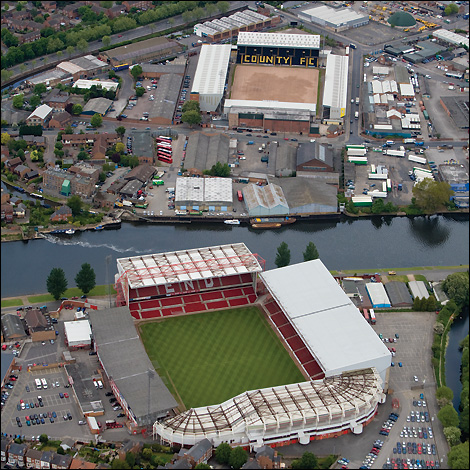
Der City Ground von Nottingham Forest im Vordergrund und dahinter die Meadow Lane der Magpies

Die Meadow Lane ist das Fußballstadion des englischen Fußballvereins Notts County (Spitzname: The Magpies; deutsch Die Elstern) in Nottingham, Grafschaft Nottinghamshire. Die 1910 eingeweihte Spielstätte bietet heute Platz für 20.229 Besucher. Nach einer Beschränkung aus Sicherheitsgründen auf rund 17.000 Plätze dürfen seit der Saison 2011/12 nun wieder für alle Plätze Karten verkauft werden. Von 2006 bis 2014 trug auch die Rugby-Union-Mannschaft des Nottingham RFC ihre Spiele in der Meadow Lane aus. Seit 2014 nutzt der Notts County Ladies FC, die Frauenmannschaft des Vereins aus der WSL 1, die Meadow Lane für ihre Partien.

## Geschichte

### Viele Stationen bis zur Meadow Lane
Die Meadow Lane liegt nur rund 300 Meter vom City Ground, der Heimat des Stadtrivalen Nottingham Forest, entfernt und nur getrennt durch den Fluss Trent. Vor dem Umzug trugen die Magpies ihre Partien von 1862 bis 1864 im The Park aus und zogen danach in The Meadows von 1864 bis 1877 ein. Es folgten drei Jahre im Beeston Cricket Ground. Die Jahre 1880 bis 1883 verbrachte Notts County im Castle Ground; bevor 1883 die Trent Bridge, das Cricketstadion des Nottinghamshire County Cricket Club, die Heimat der Magpies wurde. Das letzte Spiel an der Trent Bridge bestritt Notts am 16. April 1910 vor 13.000 Zuschauern gegen den FC Arsenal. Der Verein investierte rund 10.000 £ um das Stadion nutzbar zu machen. Beim ersten Spiel in der Meadow Lane am 3. September 1910 traf Notts County auf Nachbar Nottingham Forest; sie trennten sich vor 28.000 Zuschauern mit einem 1:1-Unentschieden. Zu Beginn besaß die Spielstätte nur eine Tribüne. Der Taverner’s Stand wurde an der Trent Bridge abgebaut und an neuer Stätte wieder errichtet.
Im Jahr 1912 fand erstmals ein Halbfinale im FA Cup an der Meadow Lane statt. Am 3. April traten zum Wiederholungsspiel der FC Barnsley und Swindon Town gegeneinander an. Barnsley bezwang Swindon nach Verlängerung mit 1:0 und zog in das Finale gegen West Bromwich Albion ein. Während des Ersten Weltkrieges wurde das Stadion von der British Army übernommen. 1920 wäre aus der Meadow Lane beinahe ein Schlachthof geworden. Die Nottingham Corporation, die Besitzer des Grundstücks das Notts County gepachtet hatte, wollte auf dem Gelände der Meadow Lane ein Schlachthaus errichten. William Walker, Mitglied des Stadtrates, überzeugte den Gesundheits-Ausschuss das Schlachthaus an einen anderen Ort zu verlegen. In der FA-Cup-Saison 1924/25 war die Meadow Lane abermals Austragungsort eines Halbfinales. Am 28. März 1925 bezwang Cardiff City die Blackburn Rovers mit 3:1. Ebenfalls 1925 ergänzte ein neuer County Road Stand das Stadion. Im Zweiten Weltkrieg wurde das Stadion durch Fliegerbomben beschädigt. In der Nacht vom 8. auf den 9. Mai 1941 schlugen die Sprengkörper in die Spielstätte von Notts County ein. Das Stadion wurde so stark beschädigt, dass der Verein die gesamte Saison 1941/42 verpasste. Zwei Mal war die Meadow Lane für einige Zeit auch die Heimat von Nottingham Forest. Im Winter 1946/47 wurden beide Stadien überschwemmt, was im City Ground große Schäden anrichtete und am 24. August 1968 wurde bei einem Brand während des Spiels gegen Leeds United die Haupttribüne zerstört.

### 30 Jahre Stillstand im Stadion
Im Jahr 1949 wurde die Kop-Tribüne erbaut; dies war für längere Zeit die letzte größere Baumaßnahme im Stadion. 1953 erhielt das Stadion eine Flutlichtanlage; die am 23. März des Jahres mit einem Spiel gegen Derby County vor 20.193 Zuschauern eingeweiht wurde. Die Anlage wurde auf Grund minderer Qualität 1962 nach nur neun Jahren ausgewechselt. Am Ende der 1970er rückten im Stadion die Baumaschinen an und der fast 70 Jahre genutzte Meadow Lane Stand mit seinem Tonnendach wurde abgerissen. Die Umkleidekabinen wurden in das für 800.000 £ neu errichtete Sportzentrum Meadow Club verlegt. Zu dieser Zeit besaß die Meadow Lane nur drei Tribünen und es gab Spekulation über einen Umzug in den City Ground des Nottingham Forest. Anstelle des Meadow Lane Stand wurde in den späten 1980er Jahren ein kleiner Stehplatzrang erbaut. Von 1981 bis 1985 rutschte der Verein von der Football League First Division in die Football League Third Division ab und das Stadion verfiel zusehends.
In diesen sportlich wie finanziell schwierigen Zeiten übernahm Derek Pavis 1987 den Verein. Der Unternehmer aus der Heizungs- und Sanitärbranche wurde von mehreren Vereinen aus der Region als Geldgeber umworben. Er entschied sich aber für den Club aus seiner Heimatstadt. Kurz nachdem Pavis Vereinsvorsitzender wurde, verkaufte er sein Unternehmen und investierte ca. 2 Millionen £ in die Magpies. Nach zwei aufeinander folgenden Aufstiegen spielte County 1991 wieder in der Football League First Division.

### Die neue Meadow Lane
Nach der Valley-Parade-Feuerkatastrophe 1985 in Bradford und der Hillsborough-Katastrophe 1989 in Sheffield wurde Anfang der 1990er Jahre der Taylor Report vorgestellt. Der Bericht empfahl u. a. nur noch Sitzplätze in den englischen Stadien zuzulassen. Der Verein entschied sich daraufhin zu einem Komplettumbau der Meadow Lane und im Januar 1992 wurden die Pläne der Öffentlichkeit vorgestellt. Damals befanden sich nicht einmal 4.000 Sitzplätze im Stadion bei insgesamt rund 24.000 Plätzen. Am 2. Mai 1992 fand das letzte Spiel in der alten Meadow Lane zwischen den Magpies und Luton Town statt. Im Sommer 1992 wurde die Gegengerade Jimmy Sirrel Stand; der Haydn Green Family Stand sowie The Kop hinter den Toren in nur 17 Wochen errichtet. Als der Saisonstart 1992 näherrückte, arbeitete man in 24-Stunden-Schichten die Nacht durch, um rechtzeitig fertig zu werden. Zum Saisonbeginn am 22. August 1992 kamen 10.502 Zuschauer in den Neubau. Die 1910 errichtete Haupttribüne wurde dann 1994 durch den Derek Pavis Stand ersetzt. In dieser befinden sich u. a. Konferenz- und Veranstaltungsräume, die Business-Sitze, Umkleidekabinen für Spieler und Schiedsrichter, Duschen und Entmüdungsbäder, Fitnessstudio, Massageraum sowie Trainer- und Vereinsbüros. Die 18 Logen des Stadions sind auf dem Family Stand unter dem Dach untergebracht. Der Umbau des Stadions in ein modernes Sitzplatzstadion kostete rund acht Millionen Pfund, wovon allein der Hauptrang mit vier Millionen genau soviel kostete wie die drei übrigen Tribünen. Beglichen wurden die Kosten zum großen Teil durch eine Million Pfund von Derek Pavis, 1,9 Millionen Pfund durch den Football Trust sowie den Erlös aus den Spielerverkäufen von Tommy Johnson und Craig Short für 3,8 Millionen Pfund nach Derby County.
Im November 2000 stand das Stadion nach einer Überschwemmung unter Wasser und war für sieben Wochen komplett unbespielbar. Mitte 2002 wurde ein Vertrag mit dem lokalen Immobilienmaklerbüro Aaron Scargill Estate Agents über das Namensrecht am Stadion abgeschlossen. Danach sollte das Stadion für ein Jahr und etwa 180.000 Pfund The Aaron Scargill Stadium heißen. Doch noch bevor die Saison begann, war das Maklerbüro insolvent und zur Freude der County-Fans behielt das Stadion seinen traditionellen Namen. Seit Mitte der 2000er Jahre ist die Rugbymannschaft des Nottingham RFC in der Meadow Lane beheimatet. Im Jahr 2010 vereinbarten die beiden Vereine, dass der Rugbyclub seine Spiele weitere 7 Jahren im Stadion der Magpies austragen werde.
Ende Mai 2007 verstarb Haydn Green, der 2003 über drei Millionen Pfund aus eigener Tasche in den Club investierte und den Verein vor dem Aus rettete. In Gedenken an ihn erhielt der Family Stand im Sommer 2008 seinen Namen. Die Gegentribüne trägt seit 1993 den Namen des ehemaligen Trainers Jimmy Sirrel. Sirrel starb am 25. September 2008 im Alter von 86 Jahren. Er war bei County von 1969 bis 1975 und von 1978 bis 1982 tätig und führte den Verein von der Football League Fourth Division in die Football League First Division zurück. Anfänglich war der Kop Stand für Heim- und Gästefans geöffnet; seit 2008 ist dieser den Fans der Magpies vorbehalten und der Bereich der Gästefans wurde auf die Gegentribüne verlegt. Die bisher letzten Renovierungsarbeiten fanden 2010 statt. Die Meadow Lane Sports Bar sowie die Büros, Logen, Konferenz- und Veranstaltungsräume wurden neu ausgestattet. Darüber hinaus sollen die Ränge einen neuen Farbanstrich und neue Sitze bekommen.
Der Besucherrekord seit dem Umbau in ein Sitzplatzstadion wurde am 26. Oktober 1994 mit 16.952 Zuschauern aufgestellt, als Tottenham Hotspur in Nottingham zu Gast waren. Die größte Zuschauerzahl überhaupt im Stadion fand sich am 12. März 1955 zum FA-Cup-Spiel der 6. Runde gegen York City mit 47.310 Besuchern ein. Den höchsten Heimsieg in einem Ligaspiel in der Meadow Lane feierte County am 15. Januar 1949. Man trennte sich mit einem 11:1 von Gegner AFC Newport County.

## Tribünen
- Derek Pavis Stand – Haupttribüne, Südwest, 1994 eröffnet, 6.804 Plätze[9]
- Jimmy Sirrel Stand – Gegentribüne, Nordost, 1992 eröffnet, 5.775 Plätze, Block der Gästefäns am Nordende
- Kop Stand – Hintertortribüne, Nordwest, 1992 eröffnet, 5.438 Plätze
- Haydn Green Family Stand – Hintertortribüne, Südost, 1992 eröffnet, 2.283 Plätze

## Bilder
| 0The Derek Pavis Stand             | 0The Kop Stand              | 0The Jimmy Sirrel Stand                   | 0Die Meadow Lane 1981        |
| Die Haupttribüne Derek Pavis Stand | Der Kop Stand im Nordwesten | Der Jimmy Sirrel Stand auf der Gegenseite | Die Meadow Lane im Jahr 1981 |